# Aleksandr Romankov
Alexandre Romankov (en russe : Александр Анатольевич Романьков, en biélorusse Аляксандр Анатольевіч Раманькоў) né le 7 novembre 1953 à Korsakov sur l'île de Sakhaline, est un ancien escrimeur d'Union soviétique, pratiquant le fleuret. Il tirait dans le club du Dynamo de Minsk.
Alexandre Romankov détient le record de victoires aux championnats du monde d'escrime : 5 titres individuels. Il est considéré dans le monde de l'escrime comme un des plus grands fleurettistes de l'histoire. Le seul titre qui lui ait toujours échappé est la médaille d'or dans l'épreuve de fleuret individuel aux Jeux olympiques.
Aux championnats du monde d'escrime de 1982, il vit son coéquipier Vladimir Smirnov mourir sous ses yeux lors de la finale de l'épreuve par équipe, la tête transpercée par la lame du fleuret de son adversaire l'allemand Matthias Behr.
Après la partition de l'URSS, Romankov est devenu biélorusse. Devenu maître d'armes, il fut l'entraineur des équipes nationales d'Australie, Corée du Sud et Biélorussie poste qu'il occupe encore en 2007 tout en étant le président de la fédération d'escrime de son pays.
Alexandre Romankov garde avec un soin particulier une photo : la salle du gymnase de l’école d'une petite ville militaire  près de Minsk, Sacha a 11 ans, il est avec  les jeunes escrimeurs. Deux garçons  se détachent parmi les autres par la manière spéciale de tenir leur arme, plus haut que les autres. Ces deux escrimeurs  Kolia Alekhine et Sacha Romankov vont devenir plus tard champions olympiques. Sur cette photo Romankov tient son fleuret avec la main droite. Sacha avait eu peur d'avouer qu’il était gaucher. À l’école, on l'avait grondé sévèrement parce qu'il écrivait de la main gauche, c’est pourquoi les premiers exercices d’escrime du futur champion se sont effectués avec la main droite.
Alexandre Romankov est l’un des rares escrimeurs qui a passé tout son parcours sportif avec le même maître d’armes. Ernst Assyevsky (be) se souvient que son élève à l’âge de junior n’avait pas de brillants succès en escrime. Il a débuté en 1970 aux championnats du monde parmi les juniors et s’est placé 12e. Un an après aux championnats du monde il était 6e, mais ce résultat n'était pas suffisamment bon pour l’équipe sélectionnée d'URSS et Sacha fut mis dans la réserve de l’équipe. Ernst Asiyevsky a  toujours cru en son élève et lui a proposé une recette universelle du succès : constant vers un but et l’assiduité. Alexandre a commencé à s’entraîner comme un possédé. Romankov était doué d'une capacité de travail exceptionnelle. En 1974 il est devenu le meilleur dans le pays, a gagné tous les tournois de l'URSS, mais n’a pas trouvé sa place dans l'équipe nationale d'URSS et donc n’a pas pu participer aux compétitions internationales. À l’époque des années 1970, quand le pays était isolé du reste du monde, devenir membre de l’équipe nationale n’était pas facile. Cela dépendait non seulement des résultats, mais en plus de l’opinion des fonctionnaires qui prenaient la décision. À la veille des championnats d'URSS, le maître d’armes lui a dit : « Sacha, tu vas être incorporé dans l’équipe nationale à condition que tu gagnes ce championnat. Même si tu es deuxième, tu ne pourras pas participer aux championnats du monde ». À cette époque, la concurrence pendant les championnats d'URSS était énorme. Gagner le championnat national était plus difficile que gagner le championnat du monde. Romankov a été obligé de se battre avec les maîtres d’escrime connus comme Vasyl Stankovych, Leonid Romanov, Vladimir Denisov, chacune d’eux ayant déjà été à ce moment-là au moins une fois champion du monde. Alexandre gagne ce championnat et un mois plus tard à Grenoble remporte pour la première fois le championnat du monde. 
Alexandre pratiquait une escrime formidable : très rapide, intellectuelle, avec une excellente technique des styles très classiques. Les spectateurs se sont passionnés pour la beauté du combat, en oubliant même d’avoir l'œil sur le score et de supporter ses escrimeurs-compatriotes. Alexandre Romankov était aimé et connu dans le monde entier, mais l’amour des Français était particulier. Ils avaient surnommé ce gaucher génial « notre Sacha ». Quand il est venu en France, on le reconnaissait partout et on lui demandait des autographes, même dans le métro parisien.
Durant de nombreuses années, il était le meilleur dans le monde : il fut 10 fois champion du monde (5 en individuel et 5 fois par équipes), après il fut inscrit au Livre Guinness des records ; il a remporté 5 médailles olympiques. Romankov a été un escrimeur unique, qui tirait aussi bien en rencontres individuelles comme en rencontres par équipes, et cette qualité est très rare pour les escrimeurs de niveau haut.

## Palmarès
- Jeux olympiques
  -  Champion olympique au fleuret par équipe aux Jeux olympiques de 1988 à Séoul.
  -  Médaille d'argent au fleuret individuel aux Jeux olympiques de 1976 à Montréal.
  -  Médaille d'argent au fleuret par équipe aux Jeux olympiques de 1980 à Moscou.
  -  Médaille de bronze au fleuret individuel aux Jeux olympiques de 1980 à Moscou.
  -  Médaille de bronze au fleuret individuel aux Jeux olympiques de 1988 à Séoul.
- Championnats du monde d'escrime :
  -  Champion du monde au fleuret individuel aux Championnats du monde d'escrime 1974
  -  Champion du monde au fleuret individuel aux Championnats du monde d'escrime 1977
  -  Champion du monde au fleuret individuel aux Championnats du monde d'escrime 1979
  -  Champion du monde au fleuret individuel aux Championnats du monde d'escrime 1982
  -  Champion du monde au fleuret individuel aux Championnats du monde d'escrime 1983
  -  Champion du monde au fleuret par équipes aux Championnats du monde d'escrime 1974
  -  Champion du monde au fleuret par équipes aux Championnats du monde d'escrime 1979
  -  Champion du monde au fleuret par équipes aux Championnats du monde d'escrime 1981
  -  Champion du monde au fleuret par équipes aux Championnats du monde d'escrime 1982
  -  Champion du monde au fleuret par équipes aux Championnats du monde d'escrime 1989
  -  Médaillé d'argent au fleuret individuel aux Championnats du monde d'escrime 1978
  -  Médaillé d'argent au fleuret par équipes aux Championnats du monde d'escrime 1975
  -  Médaillé de bronze au fleuret par équipes aux Championnats du monde d'escrime 1977
  -  Médaillé de bronze au fleuret par équipes aux Championnats du monde d'escrime 1978
  -  Médaillé de bronze au fleuret par équipes aux Championnats du monde d'escrime 1985
- Coupe du monde d'escrime
  - Vainqueur de deux Coupes du monde de fleuret.
- Championnat d'escrime d'URSS
  - 17 fois champion d'URSS (individuel et pas équipes).
- Autres distinctions
  - Il a été décoré de médaille d'Honneur de la FIE, des ordres “Amitié de peuples”, de “l'Ordre d'Honneur”, deux médailles “Pour la Vaillance au Travail”.